# Europese kampioenschappen badminton 1984
De negende editie van het Europees kampioenschap badminton werd georganiseerd door de Engelse stad Preston. Het toernooi duurde zeven dagen, van 8 april 1984 tot en met 14 april 1984.

## Medaillewinnaars
| Onderdeel      | 1e plaats                   | 2e plaats                        | 3e plaats                           |
| -------------- | --------------------------- | -------------------------------- | ----------------------------------- |
| Mannen enkel   | Morten Frost                | Jens Peter Nierhoff              | Steve Baddeley                      |
| Mannen enkel   | Morten Frost                | Jens Peter Nierhoff              | Goran Karlsson                      |
| Vrouwen enkel  | Helen Troke                 | Sally Podger                     | Karen Beckman                       |
| Vrouwen enkel  | Helen Troke                 | Sally Podger                     | Kirsten Larsen                      |
| Mannen dubbel  | Martin Dew Mike Tredgett    | Morten Frost Jens Peter Nierhoff | Billy Gilliland Dan Travers         |
| Mannen dubbel  | Martin Dew Mike Tredgett    | Morten Frost Jens Peter Nierhoff | Lars Wengberg Ulf Johansson         |
| Vrouwen dubbel | Karen Chapman Gillian Clark | Karen Beckman Gillian Gilks      | Maria Bengtsson Christine Magnusson |
| Vrouwen dubbel | Karen Chapman Gillian Clark | Karen Beckman Gillian Gilks      | Dorte Kjaer Kirsten Larsen          |
| Gemengd dubbel | Martin Dew Gillian Gilks    | Thomas Kihlström Maria Bengtsson | Nigel Tier Gillian Gowers           |
| Gemengd dubbel | Martin Dew Gillian Gilks    | Thomas Kihlström Maria Bengtsson | Mike Tredgett Karen Chapman         |
| Teams          | Engeland                    | Denemarken                       | Zweden                              |

## Medailleklassement
| Plaats | Land       | Goud | Zilver | Brons | Totaal |
| 1      | Engeland   | 5    | 2      | 4     | 11     |
| 2      | Denemarken | 1    | 3      | 2     | 6      |
| 3      | Zweden     | 0    | 1      | 4     | 5      |
| 4      | Schotland  | 0    | 0      | 1     | 1      |
| Totaal | Totaal     | 6    | 6      | 11    | 23     |